# Carl XVI Gustafs 50-årsjubileum som regent
Carl XVI Gustafs 50-årsjubileum som regent, även känt som Jubileumsåret 2023, hölls under år 2023 i Sverige för att uppmärksamma 50 års-jubileet av H.M. Konung Carl XVI Gustafs tillträde som Sveriges kung den 15 september 1973. Carl XVI Gustaf är den längst regerande monarken i Sveriges historia och jubileet är således den första av sitt slag. Under året uppmärksammas även 500-årsminnet av när Gustav Vasa valdes till kung av Sverige den 6 juni 1523. 

## Jubileumsåret
Kung Carl XVI Gustafs 50-årsjubileum uppmärksammades under hela 2023 i form av middagar, länsbesök och utställningar. Jubileets högsta ansvarig var förste hovmarskalken Göran Lithell.

### Sverigemiddag
Jubileumsåret inleddes med en ”Sverigemiddag” som hölls på Stockholms slott den 20 januari. Bland de inbjudna fanns alla Sveriges landshövdingar samt representanter från kulturliv, näringsliv, hälso- och sjukvård, utbildning, idrott och föreningsliv. Under middagen framförde Arméns musikkår för första gången jubileumsmarschen För Sverige – i tiden som var en gåva från Försvarsmakten till Kungen.

### Länsbesök
Som en del av Jubileumsåret 2023 besökte Konungen och Drottningen alla Sveriges 21 län. Besöken ägde rum i residensstäderna med landshövdingarna som värdar.

#### Kalender
- 9 februari: Nyköping, Södermanlands län.
- 16 februari: Jönköping, Jönköpings län.
- 9 mars: Västerås, Västmanlands län.
- 30 mars: Luleå, Norrbottens län.
- 3 april: Östersund, Jämtlands län.
- 20 april: Karlskrona, Blekinge län.
- 27 april: Uppsala, Uppsala län.
- 8 maj: Härnösand, Västernorrlands län.
- 12 maj: Örebro, Örebro län.
- 16 maj: Kalmar, Kalmar län.
- 25 maj: Linköping, Östergötlands län.
- 31 maj: Växjö, Kronobergs län.
- 4 juni: Göteborg, Västra Götalands län.
- 14 juni: Visby, Gotlands län.
- 20 juni: Malmö, Skåne län.
- 22 juni: Stockholm, Stockholms län.
- 17 augusti: Falun, Dalarnas län.
- 21 augusti: Gävle, Gävleborgs län.
- 24 augusti: Halmstad, Hallands län.
- 31 augusti: Umeå, Västerbottens län.
- 7 september: Karlstad, Värmlands län.

### Nationaldagen

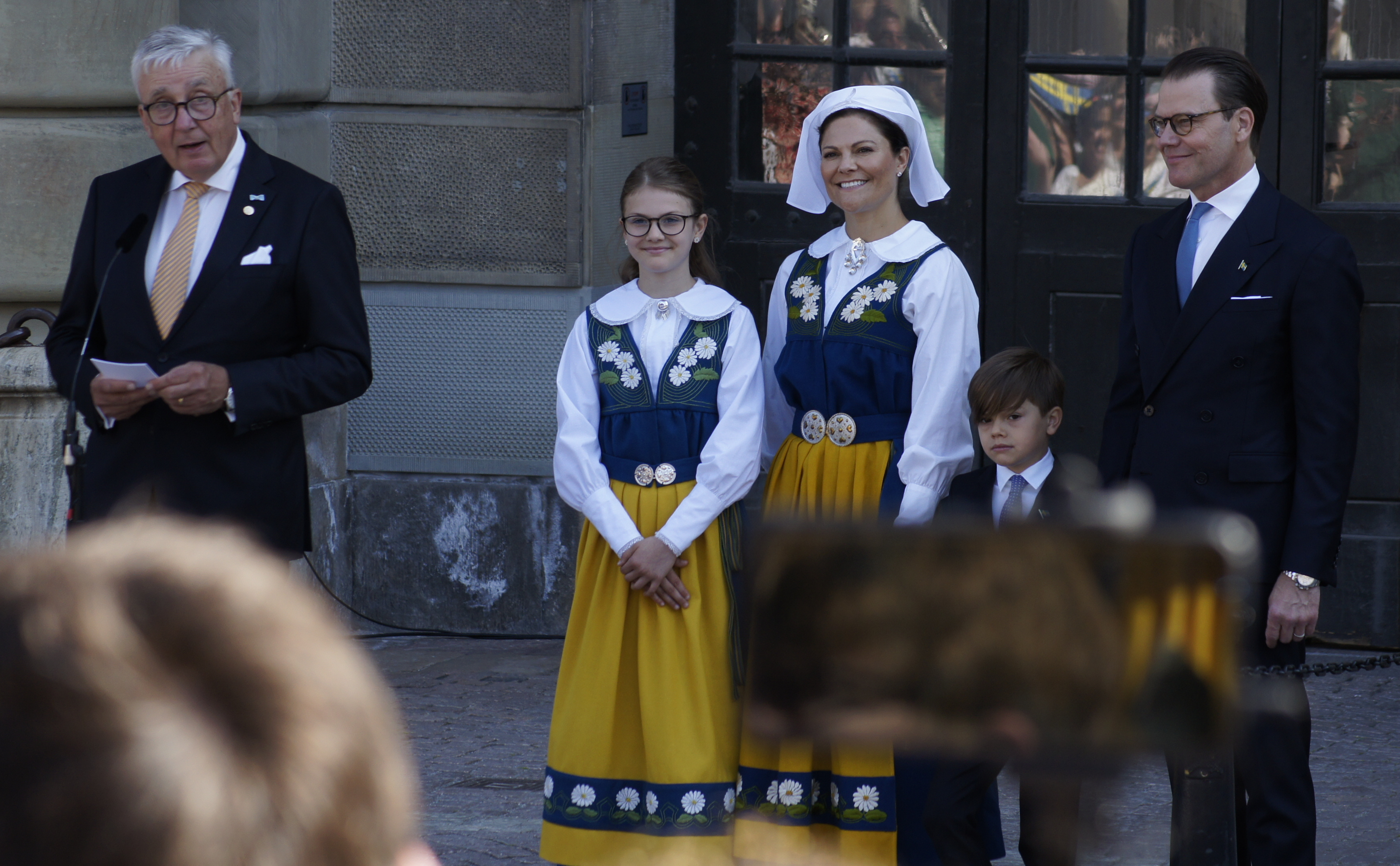
Riksmarskalken Fredrik Wersäll och Kronprinsessfamiljen öppnar upp Stockholms slott, 6 juni 2023.

Ett extra stort nationaldagsfirande hölls den 6 juni. Detta med anledning av att det var 500 år sedan Gustaf Vasa valdes till kung och Sverige åter blev självständigt. Kungen och Drottningen besökte under dagen Strängnäs vilket var platsen där Vasa valdes till kung. I Stockholm öppnade kronprinsessan Victoria upp portarna till slottet för allmänheten. Dagen avslutades med firande på Skansen följt av middag och tapto på Nordiska museet.

### 15 september
På 50-årsdagen av när Carl XVI Gustaf efterträdde sin farfar Gustaf VI Adolf som Sveriges kung den 15 september 1973 inleddes dagen med "Te Deum" i Slottskyrkan. Gudstjänsten leddes av överhovpredikant biskop Johan Dalman och Hovförsamlingens pastor Michael Bjerkhagen. Bland de deltagande i gudstjänsten fanns den svenska kungafamiljen, drottning Margrethe II av Danmark, kung Harald V av Norge, drottning Sonja av Norge, samt de övriga nordiska statscheferna. Vidare deltog svenska politiker, däribland statsminister Ulf Kristersson, talman Andreas Norlén, partiledare, representanter för olika trossamfund och det tjänstgörande och icke-tjänstgörande Hovet.
Efter gudstjänsten i Slottskyrkan sköts det salut kl.12.00 från Skeppsholmen av Stockholms amfibieregemente. Därefter genomfördes en högvaktsavlösning där Livskvadron ur Livgardet avlöste Livkompaniet ur Livgardet, i närvaro av Carl XVI Gustaf och prins Carl Philip. Efter högvaktsavlösningen arrangerade Kungliga Musikaliska Akademien i samarbete med Sjungande barn, en sångarhyllning till H.M Konungen. Omkring 130 sångare från hela Sverige deltog.
Under kvällen sändes H.M Konungens jubileumstal till Sveriges folk i Sveriges Television och Sveriges Radio.

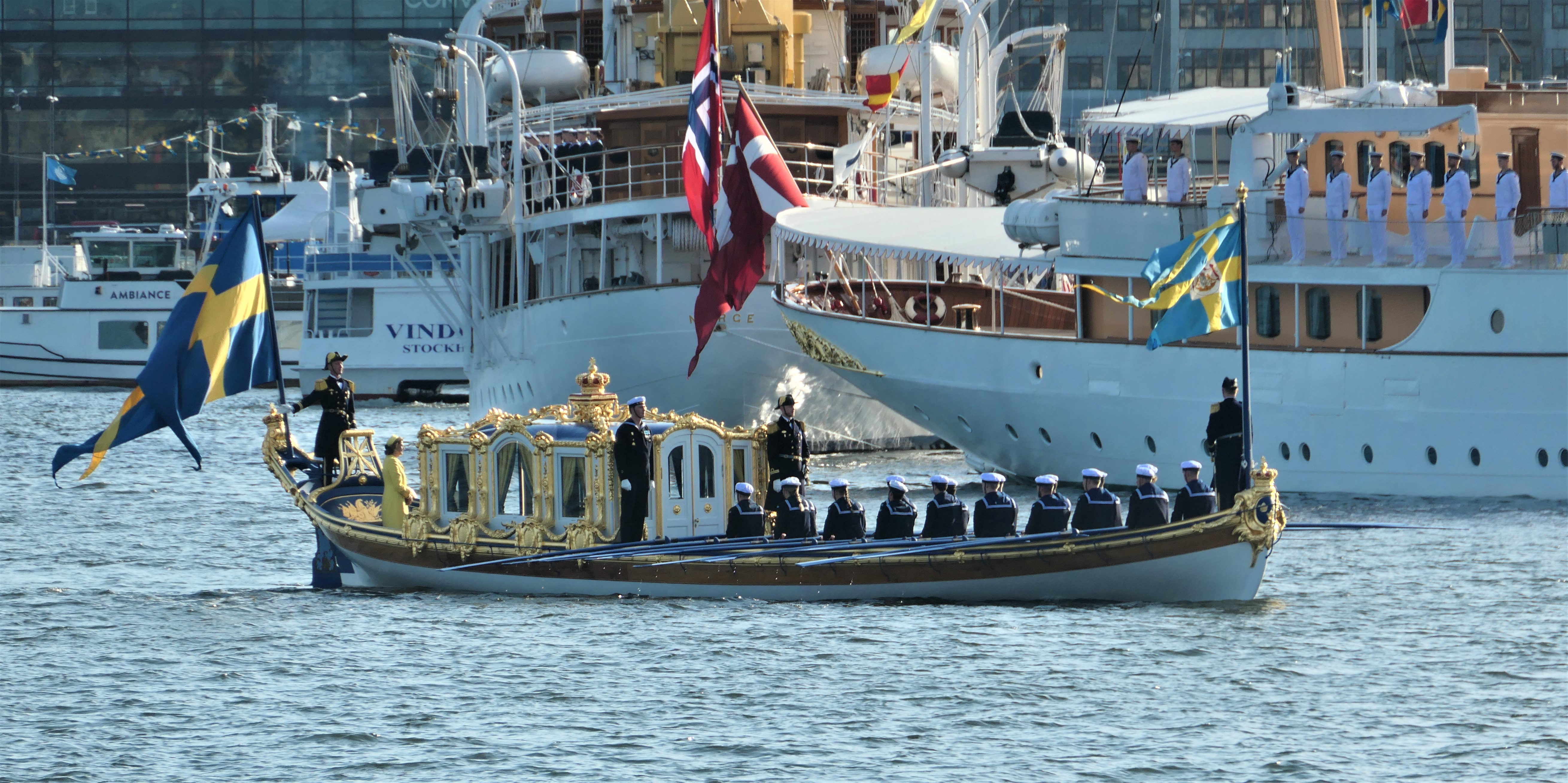
Vasaorden med kungaparet ombord passerar kungaskeppen Dannebrog och Norge den 16 september 2023, på väg mot Logårdskajen nedanför slottet.

Senare under kvällen hölls en jubileumsmiddag i Rikssalen. Bland gästerna finns kungliga utländska gäster, statschefer och representanter från olika delar av Sverige. Dagen därpå åkte kungaparet kortege genom huvudstaden vilket avslutas vid Lejonbacken med festkonsert.
Under dagen hölls även Kungliga Begravningsplatsen öppen för att ge allmänheten möjlighet att besöka Gustaf VI Adolfs grav.

### 16 september
Under dagen genomfördes en hästanspändkortege med Konungen och Drottningen genom centrala Stockholm. Kortegen avslutades med att Kungaparet färdades i den kungliga slupen Vasaorden förbi Kastellholmen, över Stockholms ström till nedre Logårdstrappan. Efter kortegen ägde en överflygning rum över Stockholms slott.
Stockholms stad arrangerade en jubileumskonsert på Norrbro för H.M Konungen. Flera svenska artister uppträdde under konserten. 

Firandet av 50 år på tronen den 16 september 2023
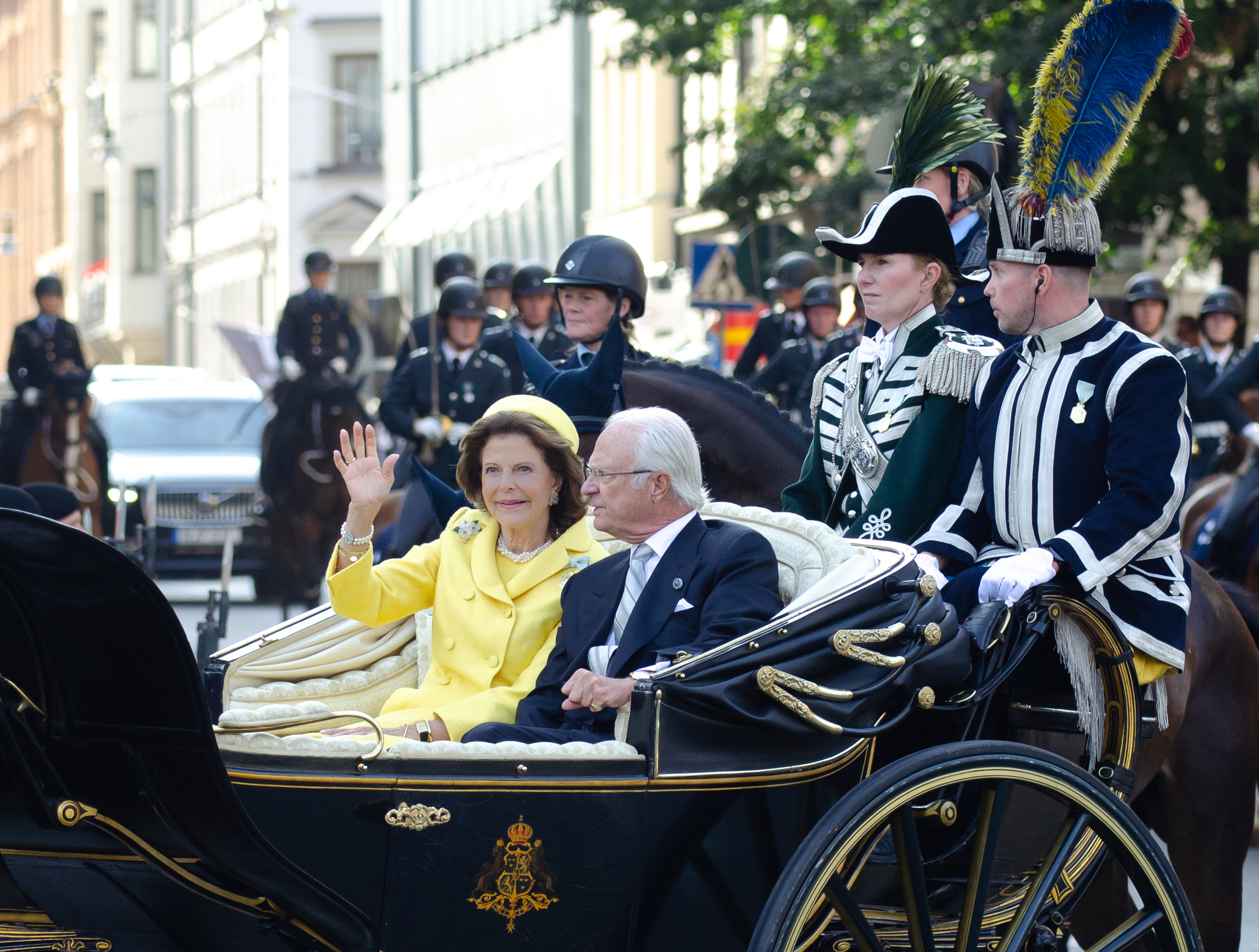
Konungen och Drottningen i hästanspänd kortege genom centrala Stockholm.
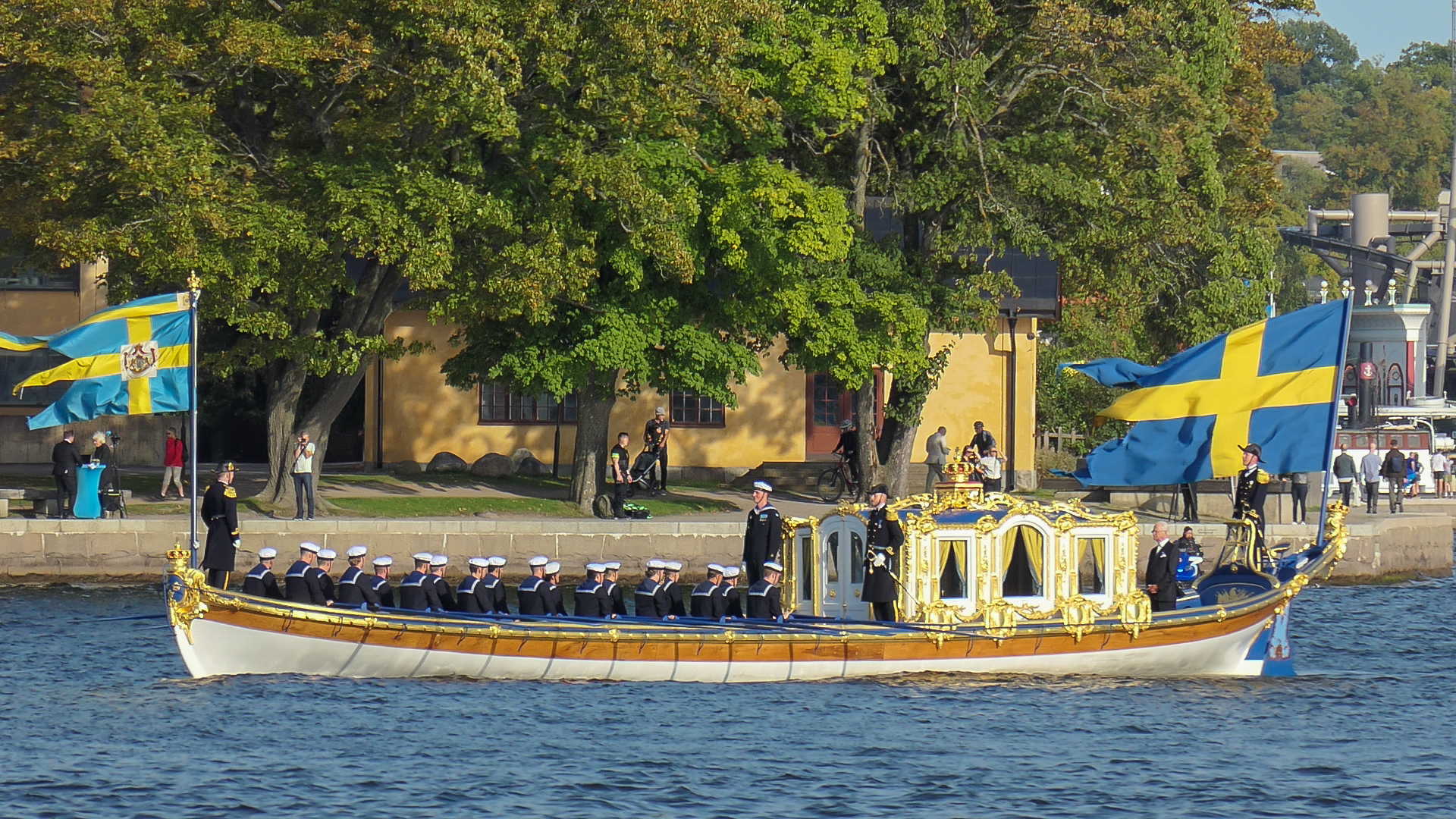
följt av kungaslupen Vasaorden till nedre Logårdstrappan.
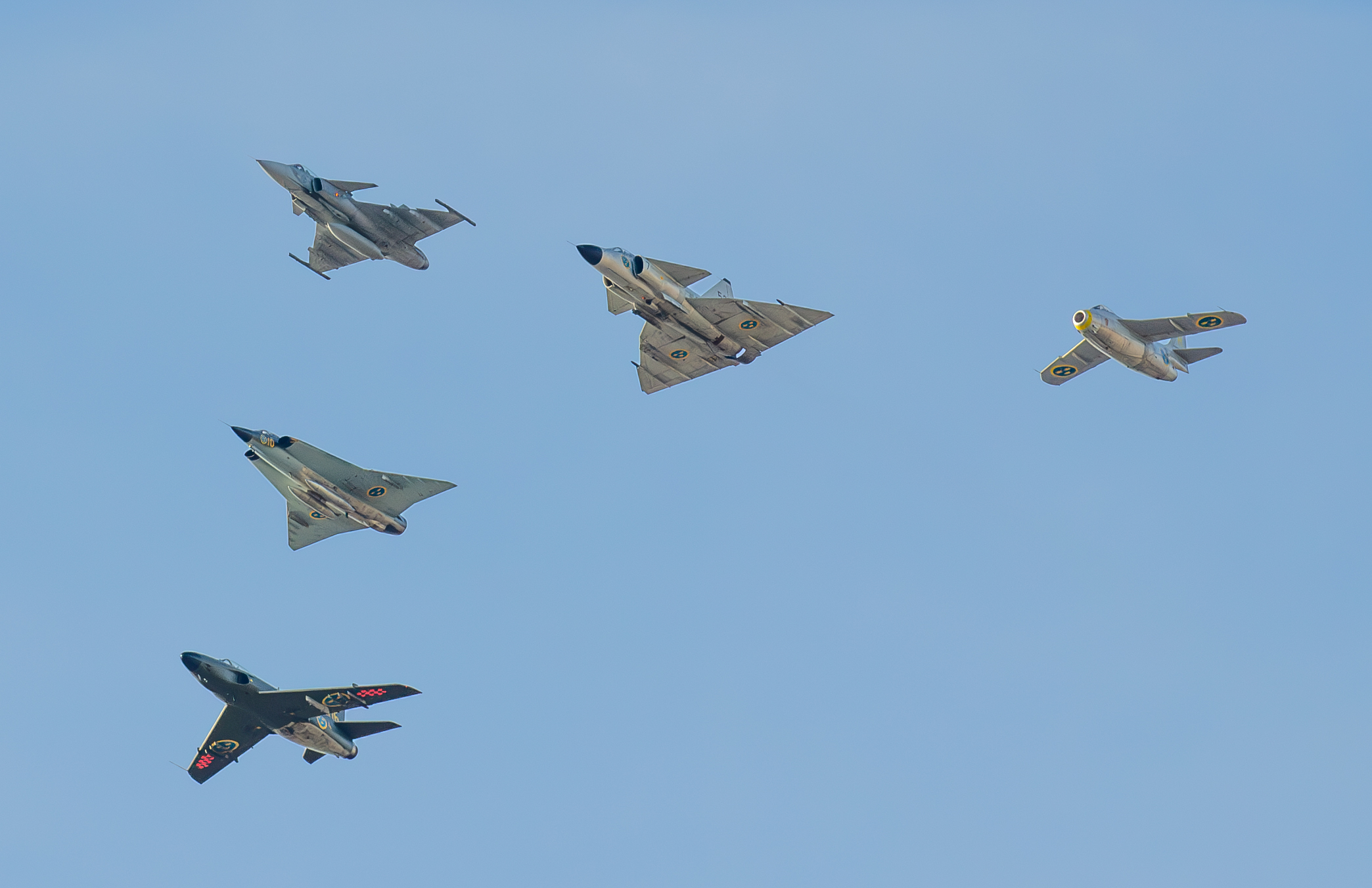
Där flyguppvisningar tog vid med bland annat fem svenska jaktplan från olika tidsepoker: 29 Tunnan, 32 Lansen, 35 Draken, 37 Viggen och 39 Gripen.
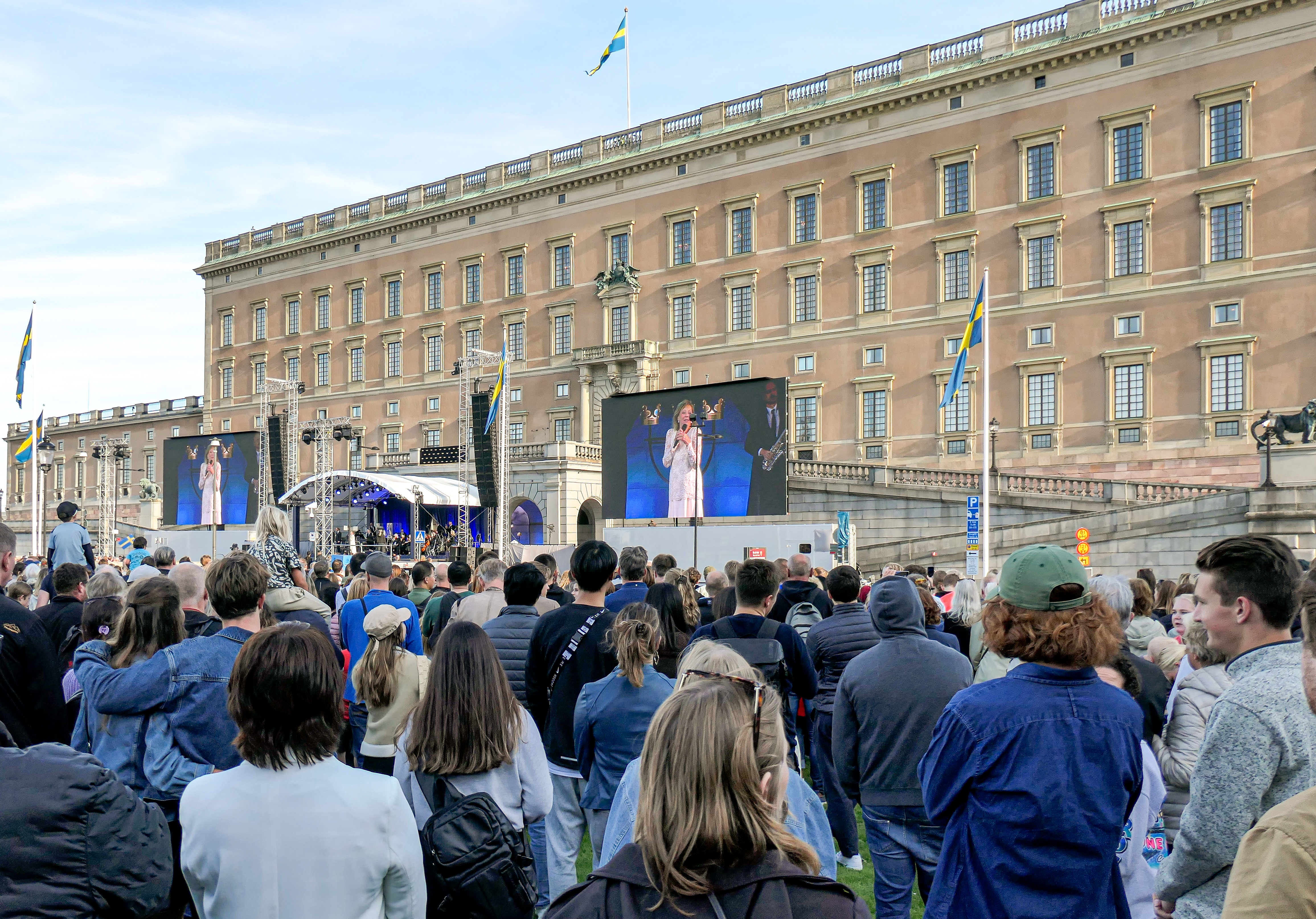
Och avslutning med Jubileumskonsert vid Lejonbacken och Norrbro.
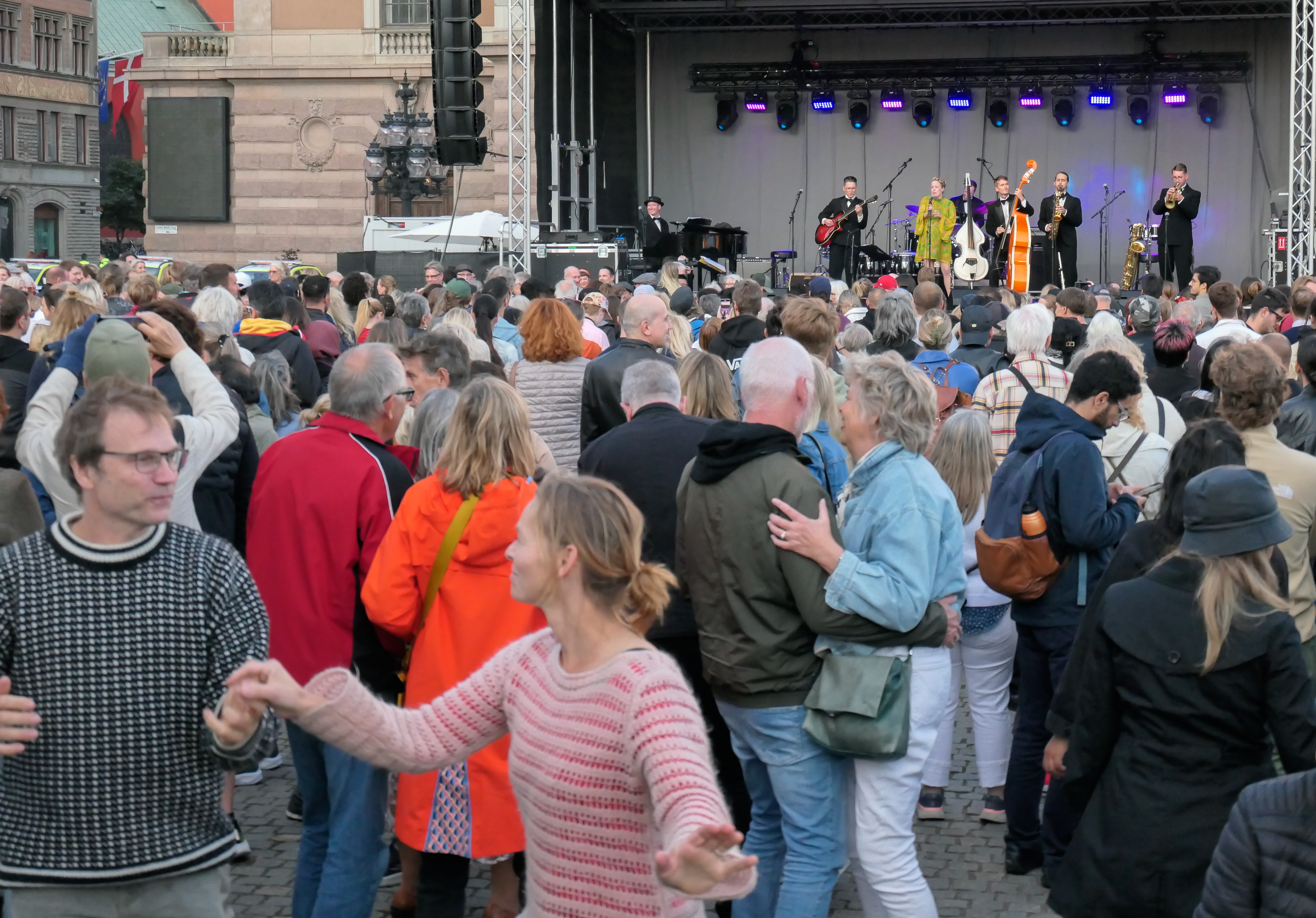
Och dansfest på Gustav Adolfs torg under hela kvällen.

## Jubileumsemblem och porträtt
Ett officiellt jubileumsemblem togs fram för att markera firandet. Kungl. Hovstaterna utlyste under våren 2022 en tävling om att designa ett emblem för 50 års-jubileet. Vinnaren blev teknologie studerande Elis Nyström från Gotland. Designen består av en kunglig krona och under den texten C♦XVI♦G – JUBILEUM – 50 ÅR. Juryn bestod av H.K.H. Prins Carl Philip, Parasto Backman, Tom Hedqvist, Henrik Klackenberg, Britta Marakatt-Labba och Jakob Trollbäck.
Ett nytt officiellt porträtt av H.M. Konungen publicerades i början av året. Fotografiet som togs av Thron Ullberg i Rikssalen på Stockholms slott visar kungen framför drottning Kristinas silvertron iklädd amiralsuniform. Till det bär kungen kedjor till Serafimer-, Svärds-, Nordstjärne- samt Vasaorden, kraschaner till Serafimer- och Vasaorden, Dannebrogsordens storkommendörstecken runt halsen samt svenska och norska kungliga minnesmedaljer.

## Flaggdag
I maj 2023 presenterade regeringen Kristersson förslag till en ändring i förordningen (1982:279) om allmänna flaggdagar för att införa en tillfällig flaggdag den 15 september 2023 med anledning av jubileet. Propositionen godkändes av riksdagen den 21 juni med rösterna 282–21 (enbart Vänsterpartiet var emot). Den nya flaggdagen blev formell i och med regeringssammanträdet den 6 juli 2023.

## Populärkultur
Sveriges Television och journalisten Karin af Klintberg släppte under 2023 sin dokumentär "Kungen" som sändes på Sveriges Television. Dokumentären består till stor del av intervjuer med kungen. Journalisten Åsa Linderborg släppte under året dokumentären "Kungen med två ansikten", som också behandlar kungens femtio år på tronen. I Linderborgs dokumentär deltar inte kungen personligen.